# Arséniate réductase à glutarédoxine
L'arséniate réductase à glutarédoxine est une oxydoréductase qui catalyse la réaction :
AsO43– + glutarédoxine réduite  {\displaystyle \rightleftharpoons }  AsO33– + glutarédoxine oxydée + H2O.
Cette enzyme utilise un cofacteur à molybdène et une glutarédoxine réduite pour réduire un ion arséniate AsO43– en ion arsénite AsO33– avec formation de glutarédoxine oxydée. Plus précisément, l'enzyme possède elle-même un site actif ayant la séquence –Cys–Pro–Tyr–Cys– susceptible de basculer entre un dithiol à l'état réduit et un pont disulfure à l'état oxydé,. Les glutarédoxines ont un site auquel le glutathion peut se lier, ce qui est indispensable pour les réduire sous forme dithiol. Des thiorédoxines réduites par le NADPH et la thiorédoxine réductase peuvent jouer le rôle de substrat alternatif.
L'arséniate réductase à glutarédoxine intervient dans le cadre d'un système de détoxication des ions arséniate,,,. Bien que l'arsénite soit plus toxique que l'arséniate, il peut être éliminé de certaines bactéries par l'ATPase transporteuse d'arsénite (EC 3.6.3.16). Chez d'autres organismes, l'arsénite peut être méthylé par l'arsénite méthyltransférase (EC 2.1.1.137) vers une voie métabolique conduisant à des composés organoarsenicaux (organoarséniés) moins toxiques tels que l'acide cacodylique (CH3)2AsO2H.